# Ngoulessaman
Ngoulessaman (ou Ngulessaman) est un village du Cameroun situé dans la région du Sud, dans le département de la Mvila et l’arrondissement de Mengong, à 20 km au nord d’Ebolowa, la capitale régionale.
Il s’étend environ sur 6 km, comprend actuellement 7 hameaux et constitue avec les villages Ato’oveng I et Ato’oveng II, le groupement Mvii Nord II dont il est le chef lieu.

## Climat, environnement et économie
Le climat est de type équatorial, avec une forêt dense comme dans l’ensemble du sud Cameroun.
Les activités qui mobilisent les populations sont essentiellement agricoles. Vu le climat, il s’agit de la production des cultures vivrières (arachides, mais, bananes, manioc, ignames etc) et surtout du cacao.

## Services administratifs et sociaux
On trouve dans ce village un centre de santé, un poste de gendarmerie, un centre d’état civil, une école primaire, une école maternelle, quelques boutiques et un tribunal coutumier.

## Population et société
En 1967 Ngoulessaman comptait 365 habitants principalement les Bulus du clan Essaman. Lors du recensement de 2005, 775 personnes y ont été dénombrées et on estime cette population aujourd'hui à plus de 1 000 individus.